# Nedeljko Malic
Nedeljko Malic (* 15. Mai 1988 in Banja Luka) ist ein österreichischer Fußballspieler bosnischer Herkunft.

## Karriere
Malic begann seine Karriere in der Heimat Bosnien bei BSK Banja Luka. 2005 kam er zur Jugendmannschaft des SV Mattersburg. Ein Jahr später stieg er in die erste Mannschaft der Burgenländer auf. Sein Debüt in der Bundesliga gab Malic am 5. April 2008 gegen FK Austria Wien, als er in der 90. Minute für Ilco Naumoski eingewechselt wurde. Das Spiel endete 0:0.
Im Juli 2014 wurde Malic die österreichische Staatsbürgerschaft verliehen. Nach 14 Jahren verließ er Mattersburg nach der Saison 2019/20.
Nach einem halben Jahr ohne Verein wechselte Malic im Februar 2021 in die USA in die USL Championship zu Indy Eleven. Für Indy kam er zu insgesamt drei Einsätzen in der USL Championship. Im September 2021 wurde sein Vertrag in beiderseitigem Einvernehmen aufgelöst.